# Frederick Edward Smith, I conte di Birkenhead
Frederick Edward Smith I conte di Birkenhead (Birkenhead, 12 luglio 1872 – Londra, 30 settembre 1930) membro del Partito Conservatore (Regno Unito) e oppositore del nazionalismo irlandese.

## Biografia
Frederick Edward Smith nacque nello Cheshire, a Birkenhead. Venne educato alla scuola locale e successivamente frequentò l'università di Liverpool e poi il Wadham College di Oxford, dove divenne presidente della Oxford Union e si laureò in legge, rimanendo poi ad insegnare presso l'università a partire dal 1899.
Iniziò anche ad esercitare la professione, procurandosi la nomea di essere un buon avvocato. Due anni dopo la laurea, nell'aprile del 1901, sposò Margaret Eleanor Furneaux, dalla quale ebbe tre figli:
- Eleanor Smith (1902-1945), che divenne una scrittrice
- Frederick Smith (7 dicembre 1907-10 giugno 1975), che divenne uno storico
- Pamela Smith

Nel 1907 Frederick divenne famoso per il suo coinvolgimento nel contenzioso fra l'azienda "Lever Brothers" ed il giornale di Alfred Harmsworth (1865-1922), con i primi che asserivano di essere stati diffamati dalle affermazioni del periodico, dove si sosteneva il loro coinvolgimento in una cospirazione per far salire il costo del sapone. Il parere che diede Frederick convinse l'editore a pagare una cospicua somma a titolo di risarcimento. L'anno dopo divenne membro del King's Counsel e si occupò di casi piuttosto famosi, come la difesa di Ethel le Neve, l'amante del dottor Hawley Harvey Crippen, accusata di averne ucciso la moglie. Frederick riuscì a far avere alla sua assistita l'assoluzione, mentre l'uomo, assistito dal grande avvocato Edward Marshall Hall venne condannato all'impiccagione. Le figure di Ehtel le Neve e di Hawley Harwey Crippen sono state portate sullo schermo cinematografico grazie al film Dr. Crippen dove il dottore e la sua amante sono rispettivamente interpretati da  Donald Pleasence e Samantha Eggar

## Entrata in politica
Nel 1906 entrò nella Camera dei comuni per il collegio elettorale di Liverpool Walton: il suo discorso di insediamento, in cui attaccava i Whig per l'arroganza che mostravano dopo aver vinto a grande maggioranza le elezioni, impressionò molti dei suoi colleghi.
Presto divenne un rappresentante di punta degli Unionisti, ala del Partito Conservatore. Nel 1912-1914 sostenne la resistenza contro l'Irish Home Rule, un movimento che chiedeva maggiore autonomia dalla Gran Bretagna.
Sul fronte della politica interna si oppose ad una restrizione dei poteri della Camera dei lords temendo che un potere basato sostanzialmente sul monocameralismo avrebbe portato alla dittatura.
Allo scoppio della prima guerra mondiale fu messo a capo dell'ufficio stampa del governo, con il rango di colonnello e con il compito di operare la censura sui giornali: tuttavia non ebbe particolarmente successo e venne mandato in Francia con gli Indian Corps. Nel maggio del 1915 venne nominato Solicitor General, carica con il compito di consigliare il re ed il Gabinetto in materia di leggi e di sostituire, quando necessario, il procuratore generale per l'Inghilterra e il Galles: questa nomina era stata voluta da Herbert Henry Asquith. In seguito venne insignito del titolo di cavaliere. L'ottobre seguente sostituì Edward Carson come procuratore generale per l'Inghilterra e il Galles, con il diritto di partecipare alle sedute del Gabinetto. La nuova carica gli permetteva di presiedere le cause più importanti, come fece nel 1916 nella causa contro Roger Casement, accusato di aver tentato di portare armi dalla Germania all'Irlanda.

## Lord cancelliere
Nel 1919 Frederick venne creato barone di Birkenhead, dal nome del paese in cui era nato, e per volere di David Lloyd George fu nominato lord cancelliere alla giovane età di quarantasette anni. La sua formazione legale gli consentì di investire un ruolo chiave in molte delle leggi e delle riforme che nacquero in quegli anni, come la riforma delle leggi sulla terra, che cominciò a dare frutto a metà degli anni venti, o come la fallita riforma sul divorzio che egli caldeggiava perché riteneva che così com'era strutturato causasse miseria favorendo i ricchi.
A dispetto della propria formazione unionista, ebbe un ruolo importante nel 1921 nella nascita del trattato anglo-irlandese che avrebbe dato vita l'anno seguente allo Stato Libero d'Irlanda e che fu in gran parte scritto da lui. Imbastì un rapporto piuttosto stretto con i due indipendentisti irlandesi, Arthur Griffith e Michael Collins, attirandosi l'ira di molti vecchi colleghi unionisti, fra cui Edward Carsons. Sempre nel 1921 rigettò la proposta di presentare una legge contro il lesbismo, portata poi avanti da Frederick Alexander Macquisten.
Divenne prima visconte di Birkenhead, poi visconte Forneaux ed infine conte di Birkenhead nel 1922.
Con Winston Churchill fu tra le figure principali della coalizione di David Lloyd George, tentando di muovere guerra alla Turchia, che minacciava le truppe inglesi e francesi di stanza presso Çanakkale, impresa poi vietata dai governatori dei Dominions. La situazione fu aggravata dal sospetto che gravava su Smith, se non su Churchill, di essere un corrotto, sospetto che aveva finito per coinvolgere tutti gli uomini della coalizione, portando alla caduta del governo di George e all'insediamento di Andrew Bonar Law e di Stanley Baldwin. Per questi ultimi, che facevano parte della nuova generazioni del Partito Conservatore, Smith non nascose mai il suo disprezzo facendoli oggetto di affermazioni piuttosto pesanti nel corso del tempo.
Dal 1924 al 1928 fu Segretario di Stato per l'India nel governo Baldwin, ma alla fine il suo mandato non venne rinnovato, con la motivazione che un uomo con una simile carica pubblica non poteva essere visto ubriaco per strada.

## Morte
Dopo la fine dei suoi incarichi politici ritornò all'ambiente accademico, diventando rettore dell'università di Aberdeen.
Morì a Londra il 30 settembre del 1930 in seguito a una polmonite.